# Kim Tu-bong
Kim Tu-bong (in coreano 김두봉; Dongnae, 16 febbraio 1886 – marzo 1958) è stato un politico nordcoreano, capo di Stato della Corea del Nord dal 9 settembre 1948 fino al 1957.